# Loyola Hearn
Pour les articles homonymes, voir Hearn.
Loyola Hearn, né le 25 mars 1943 à Renews,  est un enseignant, diplomate, homme d'affaires et homme politique canadien.
De 1982 à 1993, il est député progressiste-conservateur à la Chambre d'assemblée de Terre-Neuve-et-Labrador de la circonscription de St. Mary's - The Capes. Il est ministre de l'Éducation de 1985 à 1989 dans le gouvernement de Brian Peckford.
De 2000 à 2008, il est député à la Chambre des communes du Canada successivement des circonscriptions de St. John's-Ouest, St. John's-Sud et St. John's-Sud—Mount Pearl. Il est ministre fédéral des Pêches et Océans de 2006 à 2008 dans le gouvernement Harper.

## Biographie
Loyola Hearn est né le 25 mars 1943 dans le village de pêcheurs de Renews (Terre-Neuve-et-Labrador), où il reçoit son éducation primaire et secondaire. Après avoir terminé l'école secondaire, il entreprend des études à l'Université Memorial et à l'Université du Nouveau-Brunswick. Ensuite, il entreprend une carrière d'enseignant à Renews. Hearn siège par la suite à la Chambre d'assemblée de Terre-Neuve-et-Labrador de 1982 à 1993, occupant le poste de ministre de l'Éducation de 1985 à 1989, avant de se lancer en politique fédérale.
Hearn est député du Parti progressiste-conservateur du Canada à la Chambre des communes du Canada, représentant la circonscription de St. John's-Ouest de 2000 à 2004 et député du Parti conservateur du Canada de St. John's-Sud—Mount Pearl de 2004 à 2008. Hearn est actif dans la représentation du Parti progressiste-conservateur durant les négociations qui ont mené à la fusion avec l'Alliance canadienne en décembre 2003. Hearn est le premier leader en chambre du nouveau parti jusqu'au premier congrès d'investiture.
Il sert (soit avant ou après la fusion) en tant que leader en chambre du Parti progressiste-conservateur, leader en chambre du Parti conservateur, leader de l'opposition en chambre, critique en matière de Patrimoine canadien, critique en matière de Travaux publics et services gouvernementaux, et critique du leader du gouvernement à la Chambre des communes.
Suivant sa victoire lors des élections fédérales canadiennes de 2006, ainsi que la victoire minoritaire des conservateurs, il est nommé ministre des Pêches et Océans le 6 février 2006. 
Il ne se représente pas lors des élections du 14 octobre 2008. Après ces élections, il termine son mandat de ministre jusqu'à la nomination de sa remplaçante conservatrice, Gail Shea, le 30 octobre 2008.